# Ordem da Glória Maternal
A Ordem da Glória Maternal (em russo:  Орден «Материнская слава», tr. Orden "Materinskaya Slava") foi um prêmio civil soviético em homenagem às mães com um número substancial de filhos, foi criada em 8 de julho de 1944 por Joseph Stalin e estabelecida por decisão do Presidium do Soviete Supremo da URSS. Seu status foi confirmado pela decisão do Soviete de 18 de agosto de 1944 e posteriormente modificado pelas decisões de 16 de setembro de 1947, 28 de maio de 1973 e 28 de maio de 1980. Era concedida em nome do Presidium do Soviete Supremo da URSS por meio de decretos das presidências soviéticas locais.

## História

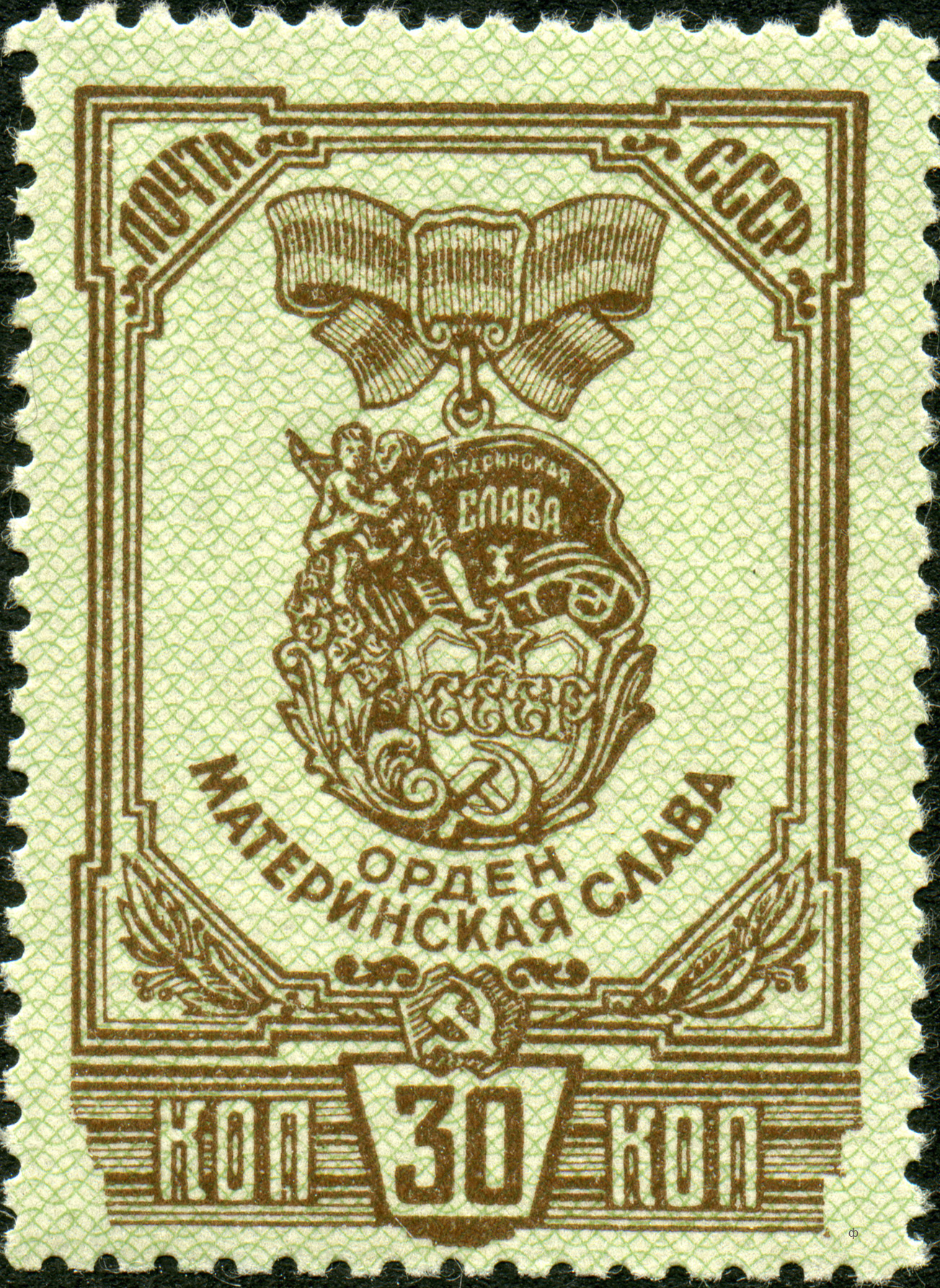
A ordem em selo da URSS de 1945

O prêmio foi criado simultaneamente com o título de Mãe Heroica (em russo:  Мать-героиня) e a Medalha de Maternidade (em russo:  Медаль материнства) e ocupando uma situação intermediária entre eles. 
O autor do projeto de arte foi o Artista Homenageado da RSFSR Ivan Dubasov, então artista-chefe da Goznak. A produção ficou a cargo da Casa da Moeda de Moscou.
O primeiro decreto de concessão do prêmio foi emitido em 6 de dezembro de 1944. Na ocasião, a ordem de primeira classe foi conferida a 21 mulheres, a segunda classe a 26 e a terceira classe a 27.
Os primeiros títulos foram concedidos a:
- M. S Aksionova (colchozeira) – Ordem de 1ª classe nº 1
- E. S. Avvakumova (vendedora de loja) – Ordem de 2ª classe nº 1
- A. S. Andrievskikh (dona de casa) – Ordem de 3ª classe nº 1

Até 1 de janeiro de 1983, tinham sido concedidas 753 000 ordens de primeira classe, 1 508 000 de segunda classe e 2 786 000 de terceira classe.Ao longo de sua existência, até 1 de janeiro de 1995, a Ordem da Glória Maternal foi concedida um total de 5 534 724 vezes, somando todas as suas classes.

## Estatuto
A ordem foi dividida em três classes: primeira, segunda e terceira classe.
A concessão da Ordem da Glória Maternal era feita em nome do Presidium do Soviete Supremo da URSS por decretos dos Presidiums dos Sovietes Supremos das repúblicas da União e das repúblicas autônomas.
A ordem foi dividida em três classes:
- Primeira classe: concedida às mães que criaram nove filhos.
- Segunda classe: concedida às mães que criaram oito filhos.
- Terceira classe: concedida às mães que criaram sete filhos.

A ordem era concedida no primeiro aniversário do último filho, desde que os demais filhos necessários para atingir o número de qualificação (naturais ou adotados) permanecessem vivos. Crianças que morreram em circunstâncias heroicas, militares ou outras respeitosas, incluindo doenças ocupacionais, também eram contadas. 

## Descrição
A insígnia da ordem de primeira classe é feita totalmente de prata em formato de ovo convexo. Na parte superior, há uma bandeira de esmalte vermelho com a frase Glória Maternal (em russo: «Материнская слава», "Materinskaya slava") e o número romano que indica a classe da ordem.
Abaixo da bandeira, havia um escudo coberto de esmalte branco com a inscrição URSS (em russo: «СССР»). No topo do escudo há uma estrela de cinco pontas, e na parte inferior a foice e do martelo. No lado esquerdo, havia a figura oxidada de uma mãe segurando um filho nos braços parcialmente coberto de rosas na parte inferior. A metade inferior da medalha é cercada por folhas douradas. As inscrições no distintivo são douradas. 
As insígnias de segunda classe se diferenciam pelo esmalte azul-escuro na bandeira e pela ausência de dourado nas folhas da parte inferior.
Já a versão da terceira classe não possui esmalte na bandeira, no escudo e na estrela, além das folhas da parte inferior também não serem douradas.
A medalha mede 36 mm de altura e 29 mm de largura.
A Ordem da Glória Maternal é feita de prata. O conteúdo de prata nas ordens de 1ª e 2ª classe é de 19,788±1,388 g, enquanto na de 3ª classe é de 19,699±1,388 g. O peso total da medalha é:
- 1ª classe: 21,79±1,73 g
- 2ª classe: 21,41±1,50 g
- 3ª classe: 21,29±1,50 g

A ordem é fixada a uma fita metálica em forma de laço, coberta com esmalte branco. Sobre o fundo branco, há listras azuis: uma para a 1ª classe, duas para a 2ª e três para a 3ª. No verso da fita, há um alfinete para prender a medalha à roupa.
| 1ª classe | 2ª classe | 3ª classe |
| --------- | --------- | --------- |
|           |           |           |